# Моторний (Ленінградський район)
Моторний — селище в Ленінградському районі Краснодарського краю Російської Федерації. Входить до складу Уманського сільського поселення.
Населення — 117 осіб (за даними перепису 2010 року).
| Росія | Це незавершена стаття з географії Росії. Ви можете допомогти проєкту, виправивши або дописавши її. |